# Bågevárre
Bågevárre är ett naturreservat i Jokkmokks kommun i Norrbottens län.
Området är naturskyddat sedan 2013 och är 0,9 kvadratkilometer stort. Reservatet omfattar berget Bågevárre invid Lilla Luleälven. Reservatet består av tallskogen med stråk av lövrik granskog. 